# Gran Premio motociclistico del Canada
Il Gran Premio motociclistico del Canada è stato un appuntamento del Motomondiale che si è svolto solo nel 1967, sul circuito di Mosport. Organizzato nel centesimo anniversario dalla concessione dello status di dominion del Canada, segnava il ritorno in Nord America del Mondiale dopo il GP degli USA 1965. Nel 2017 è stato organizzato un evento per celebrare i cinquant'anni dal Gran Premio, presenti numerosi ex-piloti che scesero in pista nel 1967.
Dopo questo GP il Motomondiale non tornò più a Mosport, contrariamente alla Formula 750 (tra il 1977 e il 1979) e al mondiale Superbike (dal 1989 al 1991)

## Vincitori
| Stagione | Circuito | classe 125        | classe 250            | classe 500            | Resoconto |
| -------- | -------- | ----------------- | --------------------- | --------------------- | --------- |
| 1967     | Mosport  | Bill Ivy (Yamaha) | Mike Hailwood (Honda) | Mike Hailwood (Honda) | Resoconto |